# Episodi di Scacco matto (prima stagione)
La prima stagione della serie televisiva Scacco matto è andata in onda negli Stati Uniti dal 17 settembre 1960 al 24 giugno 1961 sulla CBS.
| nº | Titolo originale              | Prima TV USA      | Titolo italiano | Prima TV Italia |
| -- | ----------------------------- | ----------------- | --------------- | --------------- |
| 1  | Death Runs Wild               | 17 settembre 1960 |                 |                 |
| 2  | Interrupted Honeymoon         | 24 settembre 1960 |                 |                 |
| 3  | The Cyanide Touch             | 1º ottobre 1960   |                 |                 |
| 4  | Lady on the Brink             | 15 ottobre 1960   |                 |                 |
| 5  | Face in the Window            | 22 ottobre 1960   |                 |                 |
| 6  | Runaway                       | 29 ottobre 1960   |                 |                 |
| 7  | Target: Tycoon                | 5 novembre 1960   |                 |                 |
| 8  | Deadly Shadow                 | 12 novembre 1960  |                 |                 |
| 9  | The Dark Divide               | 19 novembre 1960  |                 |                 |
| 10 | Moment of Truth               | 26 novembre 1960  |                 |                 |
| 11 | The Mask of Vengeance         | 3 dicembre 1960   |                 |                 |
| 12 | The Murder Game               | 17 dicembre 1960  |                 |                 |
| 13 | The Princess in the Tower     | 31 dicembre 1960  |                 |                 |
| 14 | Terror from the East          | 7 gennaio 1961    |                 |                 |
| 15 | The Human Touch               | 14 gennaio 1961   |                 |                 |
| 16 | Hour of Execution             | 21 gennaio 1961   |                 |                 |
| 17 | Don't Believe a Word She Says | 28 gennaio 1961   |                 |                 |
| 18 | Laugh Till I Die              | 4 febbraio 1961   |                 |                 |
| 19 | Between Two Guns              | 11 febbraio 1961  |                 |                 |
| 20 | A Matter of Conscience        | 18 febbraio 1961  |                 |                 |
| 21 | Melody for Murder             | 25 febbraio 1961  |                 |                 |
| 22 | Phantom Lover                 | 4 marzo 1961      |                 |                 |
| 23 | The Gift                      | 11 marzo 1961     |                 |                 |
| 24 | One for the Book              | 18 marzo 1961     |                 |                 |
| 25 | The Paper Killer              | 25 marzo 1961     |                 |                 |
| 26 | Jungle Castle                 | 1º aprile 1961    |                 |                 |
| 27 | The Deadly Silence            | 8 aprile 1961     |                 |                 |
| 28 | Goodbye, Griff                | 15 aprile 1961    |                 |                 |
| 29 | Dance of Death                | 22 aprile 1961    |                 |                 |
| 30 | Voyage Into Fear              | 6 maggio 1961     |                 |                 |
| 31 | Tight as a Drum               | 13 maggio 1961    |                 |                 |
| 32 | Death by Design               | 20 maggio 1961    |                 |                 |
| 33 | The Thrill Seeker             | 27 maggio 1961    |                 |                 |
| 34 | Hot Wind on a Cold Town       | 10 giugno 1961    |                 |                 |
| 35 | A Slight Touch of Venom       | 17 giugno 1961    |                 |                 |
| 36 | State of Shock                | 24 giugno 1961    |                 |                 |

## Death Runs Wild
- Prima televisiva: 17 settembre 1960

### Trama
- Guest star: Myron Healey (Charlie Barron), Anne Baxter (Beatrice Martin Kipp), Kenneth MacDonald (Elmer), James Bell (Old Ben), Frankie Darro (Fred aka Sonny)

## Interrupted Honeymoon
- Prima televisiva: 24 settembre 1960

### Trama
- Guest star: Paul Smith (Bill Adams), Stanley Clements (Stan Lassenger), Harry Harvey (cameriere), Joseph Waring (Hank), Inger Stevens (Betty Lyons), Robert Vaughn (Abner Benson), Robert Clarke (Frank Lyons), Valerie Allen (Tina)

## The Cyanide Touch
- Prima televisiva: 1º ottobre 1960

### Trama
- Guest star: Yvonne Craig (Judy), George Brenlin (Thug), Stuart Randall (Police Lieutenant), Kevin Hagen (Townsend), Dean Stockwell (Roddy Stevenson), Henry Jones (Larry Forbes), Ken Lynch (tenente Thomas Brand), Steven Terrell (Tumbler), James Bonnet (Jerry), Frank Jenks (Monty)

## Lady on the Brink
- Prima televisiva: 15 ottobre 1960

### Trama
- Guest star: Robert Carricart (Edward Joslin), Henry Rowland (Baylor), Mary Tyler Moore (Millie), Olan Soule (Gleason), Jane Wyman (Joan Talmadge), Ken Lynch (tenente Thomas Brand), Robert Osterloh (Selby), Wilton Graff (Monroe), Arthur Franz (Robert Haskell)

## Face in the Window
- Prima televisiva: 22 ottobre 1960

### Trama
- Guest star: Doris Dowling (Helen Lacey), John Hoyt (Louis Roche), Vinton Hayworth (Assistant Curator), Betty Lou Gerson (French Antiques Dealer), Joseph Cotten (dottor George Mallinson), Julie Adams (Janet Evans), Simon Scott (Peter Simpson), Philip Ahn (Mr. Lu)

## Runaway
- Prima televisiva: 29 ottobre 1960

### Trama
- Guest star: Milton Parsons (Morkins), Isobel Elsom (Lydia Lumbard), Sheila Bromley (Store Clerk), Grandon Rhodes (Cyrus), Anna Maria Alberghetti (Trudy Lumbard / Jennifer Baines / Mary Ann Milford), Herbert Ellis (capitano Howard), Murray Matheson (Belner)

## Target: Tycoon
- Prima televisiva: 5 novembre 1960

### Trama
- Guest star: George Mitchell (Perkins), Madlyn Rhue (Irene Thorne), Robert J. Wilke (Edward Scott), John Hubbard (Gregory), Charles Bickford (Whitney P. Thorne), John Lupton (David Thorne)

## Deadly Shadow
- Prima televisiva: 12 novembre 1960

### Trama
- Guest star: Tyler McVey (Marine Major), Joseph Corey (Marine Corporal), Richard LePore (Hal Smith), Sue Ane Langdon (Mary Lou Johnson), Margaret O'Brien (Angela Kendricks), Katherine Warren (Mrs. Nelson), Forrest Lewis (Mr. Nelson), Ken Lynch (tenente Thomas Brand)

## The Dark Divide
- Prima televisiva: 19 novembre 1960

### Trama
- Guest star: Bob Hopkins (impiegato), John Beradino (Floyd Venner), Raymond Greenleaf (Committeeman), Robert Carson (dottore), Barbara Rush (Margaret Russell / Nikki Garnett), Phillip Pine (Vince Pollard), Irene Tedrow (Edith Hinton), David McMahon (barman)

## Moment of Truth
- Prima televisiva: 26 novembre 1960

### Trama
- Guest star: Vito Scotti (Jose Severa), Victor Buono (Carlos Rodriguez), Felipe Turich (poliziotto), Edward Colmans (dottor Pardo), Richard Conte (Manuel Alvarez), Martin Landau (tenente Diaz), Ilka Windish (Teresa Garcia), Lisa Gaye (Rita Alvarez), Armand Alzamora (Antionio), Miguel Ángel Landa (Juan Rohas), Alex Montoya (Luis), Nacho Galindo (barista)

## The Mask of Vengeance
- Prima televisiva: 3 dicembre 1960

### Trama
- Guest star: Lawrence Ung (Henry Harris), Eugene Chan (Man at Funeral), Hans Moebus (Makeup Man), W.T. Chang (Minister), Janice Rule (Elena Nardos), Tod Andrews (George Harris), Ron Foster (Bill), Ben Astar (ambasciatore Nardos), Jane Chang (Mrs. Tsong), Tony Monaco (Paul), Steve Conte (Hired Killer), Cloris Leachman (Marilyn Parker)

## The Murder Game
- Prima televisiva: 17 dicembre 1960

### Trama
- Guest star: Leo Gordon (Harry Briggs), Joyce Jameson (Millie Crowder), Diane Strom (Blonde), Mildred von Hollen (Violet Mercer), John Williams (Emory Olivant), Richard Anderson (Victor Sando), Joe Mantell (Wilbur Fell), Elizabeth Allen (Cora Scott Leslie), Duane Grey (poliziotto)

## The Princess in the Tower
- Prima televisiva: 31 dicembre 1960

### Trama
- Guest star: Madge Blake (Mrs. Wilcox), Naomi Stevens (Mrs. Horvath), Ruby Dandridge (Ellen), Maudie Prickett (Mrs. Kaufman), Terry Moore (Claudia Warren), Philip Ober (Frank Warren), Shirley Ballard (Dorothy Carr), John Lasell (Alex Fielding), Peter Leeds (Jocko Page), Roy Jenson (agente di polizia)

## Terror from the East
- Prima televisiva: 7 gennaio 1961

### Trama
- Guest star: William Yip (Ticket Man), Guy Lee (Chinese Boy), Tommy H. Lee (Walter), Willard Lee (portiere), Charles Laughton (reverendo Wister), Ken Lynch (tenente Thomas Brand), Dale Ishimoto (generale Wu), Victor Sen Yung (Han), Pilar Seurat (Mrs. Chang), Weaver Levy (Chang), Lisa Lu (Wei-Ling)

## The Human Touch
- Prima televisiva: 14 gennaio 1961

### Trama
- Guest star: Frank Gerstle (Tim), Gordon Richards (Summers the Butler), Charles Horvath (Chauffeur / Henchman), Jack Rice (Teddy the Waiter), Peter Lorre (Alonzo Pace Graham), June Vincent (Helena Quattrell), Rebecca Welles (Fay Razon), Richard Bakalyan (Cabbie Henchman), Ronald Long (Bruno), Ken Lynch (tenente Tom Brand)

## Hour of Execution
- Prima televisiva: 21 gennaio 1961

### Trama
- Guest star: Barney Phillips (capitano Holland), Sidney Clute (Leo Cox), Cy Malis (guardia carceraria), Frank Sully (messaggero), James Gregory (giudice Ralph Addison), Norma Crane (Mrs. Abbie Addison), Robert H. Harris (Matt Coleman), Virginia Gregg (Ethyl Addison), David Garcia (Paul Messico), Larry Kert (Johnny Messico)

## Don't Believe a Word She Says
- Prima televisiva: 28 gennaio 1961

### Trama
- Guest star: Reta Shaw (Nora Flannery), Russell Collins (maggiore Howard Kittering), Norman Leavitt (Railroad Station Agent), Robert Rockwell (Ed Matthews), Mona Freeman (Felicia Royden), Judy Sanford (Carol Bowman)

## Laugh Till I Die
- Prima televisiva: 4 febbraio 1961

### Trama
- Guest star: Penny Edwards (Angie), Nina Shipman (Elizabeth Buford), Leonard Bell (Marty Rawls), Brad Weston (Spa Owner), Dick Shawn (Danny Whitman), Robert Emhardt (Frank Marsdon), Joanne Linville (Mona Whitman), H. M. Wynant (Jim Ramsey), Elen Willard (Jane Marsden), Jennifer Howard (Corinne Marsdon), Stewart Bradley (Taxi Dispatcher), Don Wilbanks (Victor Curran), Barney Phillips (capitano Robert Holland)

## Between Two Guns
- Prima televisiva: 11 febbraio 1961

### Trama
- Guest star: George Keymas (Mike), Ed Nelson (Carson), Steve Peck (scagnozzo con Carson), George Wallace (Frankie), Jack Warden (Joe Farrell), Beverly Garland (Jean Farrell), Donald Randolph (Trenner), Bern Hoffman (Stapler)

## A Matter of Conscience
- Prima televisiva: 18 febbraio 1961

### Trama
- Guest star: Joseph Hamilton (Jim Benson), Addison Richards (sergente Handler), John Carlyle (Sid), Anthony Jochim (Max Lister), Gary Merrill (Ernie Stone), Bruce Gordon (Bill Stevens), Josephine Hutchinson (Mrs. Stone), Ron Nicholas (Chuck Ellis), Edmund Hashim (Steve Krell), Joan Staley (Gloria), Maurice Kelly (guardia carceraria)

## Melody for Murder
- Prima televisiva: 25 febbraio 1961

### Trama
- Guest star: Abigail Shelton (Bobbie Wyatt), Harry Lauter (Matt Keeler), George O'Hanlon (Joey Thomas), Buck Harrington (Studio Guard), Jimmie Rodgers (Buddy Robbins), Everett Sloane (Walt Arnell), Claire Griswold (Myra Simon), William Kerwin (Barry)

## Phantom Lover
- Prima televisiva: 4 marzo 1961

### Trama
- Guest star: Mary-Robin Redd (Mildred), Herb Vigran (Herb, Bartender), William Yip (Ling), Riza Royce (Mrs. Rankin), Robert Lansing (Barry Sironde), Bethel Leslie (Bess Sironde), John Bryant (Roland Devers), Jeanne Bates (Miss Marx), Ollie O'Toole (postino)

## The Gift
- Prima televisiva: 11 marzo 1961

### Trama
- Guest star: Dorothy Green (Diana Micolas), Stephen Bekassy (Emil Micolas), Frank Albertson (Jimmy Purdy), Celia Lovsky (Romanya), Patrice Munsel (Lola Tuscany), Abraham Sofaer (Zingari)

## One for the Book
- Prima televisiva: 18 marzo 1961

### Trama
- Guest star: Sylvia Marriott (Mrs. Claire Lamson), Paul Newlan (Chief Ray Terrill), Norman Leavitt (conducente del bus), Madge Kennedy (Mrs. Cameron), Audrey Meadows (Althea Todd), Donald Woods (George Thruxton), Jocelyn Brando (Sarah Talbot), James Griffith (Harley 'Steamer' Russell), Dan White (uomo)

## The Paper Killer
- Prima televisiva: 25 marzo 1961

### Trama
- Guest star: William Schallert (Andy Winston), Dennis Patrick (Jack Taggett), Donna Douglas (Barbara Simmons), Betty Lou Gerson (Bess Cadwallader), Mickey Rooney (Steve Margate), Dianne Foster (Edna Margate), Allyson Ames (receptionist)

## Jungle Castle
- Prima televisiva: 1º aprile 1961

### Trama
- Guest star: Denver Pyle (Terry Adams), Myrna Fahey (Marylu Keyes), Leon Lontoc (Baji), Raymond Greenleaf (Walter Keyes), Lee Marvin (Lee Tabor), John Sutton (George Parker), Patricia Donahue (Kay Tabor)

## The Deadly Silence
- Prima televisiva: 8 aprile 1961

### Trama
- Guest star: Mike Mahoney (Michaels), Clegg Hoyt (Ox), Tony Rosa (detective), Allen Pinson (Sam Dooley), Diana Lynn (Joan Emerson), Ken Lynch (tenente Thomas Brand), Parley Baer (Harris), Donna Douglas (Barbara Simmons), Jeanne Bates (Mrs. Lasko), Leonard Bremen (Argosy Repair Man), Ted Stanhope (uomo con occhiali), Percy Helton (addetto al bagno turco), Dennis Rush (Tommy Lako), Hope Holiday (Verne)

## Goodbye, Griff
- Prima televisiva: 15 aprile 1961

### Trama
- Guest star: Kathleen Schloon (Jade Dragon Waitress), Donna Douglas (Barbara Simmons), Simon Oakland (Lewis Bates), Bud Dashiell (Spanish Singer / Guitarist), Julie London (Libby Nolan), Harry Guardino (Griff Nolan), Lynn Bari (Marje Bates), Maggie Pierce (Joan Seaford), 'Snub' Pollard (addetto all'ascensore)

## Dance of Death
- Prima televisiva: 22 aprile 1961

### Trama
- Guest star: Joey Faye (Cleaner), Peter Mamakos (bandito), Lorrie Richards (Ballerina), Marc Wilder (ballerino), Cyd Charisse (Janine Caree), Ken Lynch (tenente Thomas Brand), Lillian Bronson (Ninon Granville), Carlos Romero (Arturo Calderone), Donna Douglas (Barbara Simmons), Addison Richards (Mike Lambeth), Argentina Brunetti (Berta), John Emery (Stan Zobienski)

## Voyage Into Fear
- Prima televisiva: 6 maggio 1961

### Trama
- Guest star: Sean Brian (Ship's Purser), David McMahon (barista), John Craven (Dance Partner), Michael Dante (Trumpet Player), Joan Fontaine (Karen Lawson), Scott Brady (Ernie Taggart), Abigail Shelton (Blonde), Noel Drayton (Archibald Wainwright), Grace Field (Mrs. Stinson), Robert Webber (Miles Archer)

## Tight as a Drum
- Prima televisiva: 13 maggio 1961

### Trama
- Guest star: Peter Lazer (cadetto William Edgerton Gray), Tita Marsell (Jasmine da Gama), Robert G. Slade (cadetto C. R. Maphis), Phil Grayson (cadetto Danny Slocum), Dan Duryea (maggiore Sam Wilson), Dennis Rush (Freighter Blaisden), Dabbs Greer (Henry Creasy), Frank Wilcox (Mr. Slocum), Murray Alper (Sid), Vince Williams (presidente)

## Death by Design
- Prima televisiva: 20 maggio 1961

### Trama
- Guest star: Janet Lake (Sheila Golden), Larry Gates (Harry Winters), Barbara Wilson (Francine), Barney Phillips (tenente Brand), Eve Arden (Georgia Golden), Patric Knowles (Bill Foster)

## The Thrill Seeker
- Prima televisiva: 27 maggio 1961

### Trama
- Guest star: Esther Dale (Mrs. Kenyon), Don Oreck (Philip Kenyon), Maudie Prickett (Rigina Hotel Manager), Harry Lewis (Edward Thorpe), Susan Oliver (Gloria Kenyon), Paul Hartman (Nielson), David White (Lawrence Tucker), Robert Herrman (Show Maker)

## Hot Wind on a Cold Town
- Prima televisiva: 10 giugno 1961

### Trama
- Guest star: Harry Harvey Jr. (Thompsonville Resident), Mai Gray (Miss Rubens), Allen Pinson (Thompsonville Resident), Carmen D'Antonio (cameriera), Ricardo Montalbán (Joe Martinez), Jerome Thor (Mal Stryker), Norman Fell (Shep Stryker), Betty Garde (Sara), Hank Brandt (Ed Waters, Prop Man), Pamela Curran (Tina Stryker), Justin Smith (Zimmie), Martin Landau (Stoney)

## A Slight Touch of Venom
- Prima televisiva: 17 giugno 1961

### Trama
- Guest star: Barbara Morrison (Mrs. Grayson), Pat McCaffrie (Novelty Store Manager), Scott Sloane (Pete the Gate Guard), Gilbert Reade (dottore), Keenan Wynn (Big Bill Venable), Susan Cummings (contessa Johanna), John Fiedler (Mr. Mitchie), Forrest Compton (Bernard Milroy), Rand Brooks (Edgar Drummond), Barry Brooks (barista)

## State of Shock
- Prima televisiva: 24 giugno 1961

### Trama
- Guest star: Cheerio Meredith (Sarah Rutledge), Paul Comi (dottor Steve Atwell), John Alderman (Phil Crispin), Clem Bevans (colonnello Albert Hockley), Nina Foch (Anne Elliot), Warren Stevens (dottor Thomas Elliot), Jeanne Bal (Yvonne Lurie), Fern Barry (cameriera di Elliot)